# La Voz del Pueblo (partido político)
La Voz del Pueblo (LVP) es un partido político independiente y autodeclarado apolítico de la localidad vizcaína de Etxebarri, País Vasco, España.
El grupo lleva gobernando en Echévarri desde 1991, año en que se presentó por primera vez a las elecciones municipales.

## Historia
Fue creado de cara a las elecciones municipales de 1991, en las que logró 6 escaños, haciéndose con la alcaldía del pueblo, con el apoyo de los dos concejales de Eusko Alkartasuna, siendo el candidato de LVP, Pedro Lobato, nombrado alcalde de Echévarri.
El grupo fue formado por vecinos de la localidad con el objetivo de acceder al ayuntamiento y lograr que el deteriorado barrio de San Antonio recibiera las ayudas correspondientes del municipio.

## Resultados electorales
Tablas con los resultados electorales de LVP en las elecciones municipales, desde 1987.

### Elecciones Municipales 2011
Población: 10.148 
 Mesas: 15 
 Censo: 8.008 
 Votantes: 5.099 
 Abstención: 2.909 
 Válidos: 5.058 
 Nulos: 41 
 Blancos: 58 
| Siglas  | Partido(s)                                           | Votos | Porcentaje (%) | Concejales |
| ------- | ---------------------------------------------------- | ----- | -------------- | ---------- |
| LVP     | La Voz del Pueblo                                    | 3.212 | 64,24%         | 10         |
| BILDU   | Bildu-EA-Alternatiba                                 | 594   | 11,88%         | 1          |
| EAJ-PNV | Eusko Alderdi Jeltzalea - Partido Nacionalista Vasco | 464   | 9,28%          | 1          |
| PSE-EE  | Partido Socialista de Euskadi - Euskadiko Ezkerra    | 431   | 8,62%          | 1          |
| PP      | Partido Popular                                      | 173   | 3,46%          | -          |
| EB-IU   | Ezker Batua - Izquierda Unida                        | 126   | 2,52%          | -          |

### Elecciones Municipales 2007
Población: 8.158 
 Mesas: 12 
 Censo: 6.794 
 Votantes: 4.148 
 Abstención: 2.646 
 Válidos: 3.947 
 Nulos: 201 
 Blancos: 38
| Siglas  | Partido(s)                                           | Votos | Porcentaje (%) | Concejales |
| ------- | ---------------------------------------------------- | ----- | -------------- | ---------- |
| LVP     | La Voz del Pueblo                                    | 2.486 | 62,98%         | 10         |
| PSE-EE  | Partido Socialista de Euskadi - Euskadiko Ezkerra    | 460   | 11,65%         | 2          |
| EAJ-PNV | Eusko Alderdi Jeltzalea - Partido Nacionalista Vasco | 432   | 10,95%         | 1          |
| EA      | Eusko Alkartasuna                                    | 228   | 5,78%          | -          |
| EB-IU   | Ezker Batua - Izquierda Unida                        | 163   | 4,13%          | -          |
| PP      | Partido Popular                                      | 140   | 3,55%          | -          |

### Elecciones Municipales 2003
Población: 7.125 
 Mesas: 12 
 Censo: 6.281 
 Votantes: 4.594 
 Abstención: 1.687 
 Válidos: 4.421 
 Nulos: 173 
 Blancos: 21 
| Siglas  | Partido(s)                                           | Votos | Porcentaje (%) | Concejales |
| ------- | ---------------------------------------------------- | ----- | -------------- | ---------- |
| LVP     | La Voz del Pueblo                                    | 2.693 | 60,91%         | 9          |
| EAJ-PNV | Eusko Alderdi Jeltzalea - Partido Nacionalista Vasco | 688   | 15,56%         | 2          |
| PSE-EE  | Partido Socialista de Euskadi - Euskadiko Ezkerra    | 295   | 6,67%          | 1          |
| EA      | Eusko Alkartasuna                                    | 288   | 6,51%          | 1          |
| LUSP    | La Unión Social del Pueblo                           | 210   | 4,75%          | -          |
| PP      | Partido Popular                                      | 169   | 3,82%          | -          |
| EB-IU   | Ezker Batua - Izquierda Unida                        | 57    | 1,29%          | -          |

### Elecciones Municipales 1999
Población: 6.438 
 Mesas: 12 
 Censo: 5.546 
 Votantes: 3.653 
 Abstención: 1.893 
 Válidos: 3.629 
 Nulos: 24 
 Blancos: 22
| Siglas  | Partido(s)                                           | Votos | Porcentaje (%) | Concejales |
| ------- | ---------------------------------------------------- | ----- | -------------- | ---------- |
| LVP     | La Voz del Pueblo                                    | 2.125 | 58,56%         | 9          |
| EAJ-PNV | Eusko Alderdi Jeltzalea - Partido Nacionalista Vasco | 456   | 12,57%         | 1          |
| PSE-EE  | Partido Socialista de Euskadi - Euskadiko Ezkerra    | 388   | 10,69%         | 1          |
| EH      | Euskal Herritarrok                                   | 251   | 6,92%          | 1          |
| EA      | Eusko Alkartasuna                                    | 243   | 6,70%          | 1          |
| PP      | Partido Popular                                      | 143   | 3,97%          | -          |

### Elecciones Municipales 1995
Población: 6.557 
 Mesas: 7 
 Censo: 5.175 
 Votantes: 3.612 
 Abstención: 1.563 
 Válidos: 3.589 
 Nulos: 23 
 Blancos: 25
| Siglas  | Partido(s)                                           | Votos | Porcentaje (%) | Concejales |
| ------- | ---------------------------------------------------- | ----- | -------------- | ---------- |
| LVP     | La Voz del Pueblo                                    | 2.058 | 57,34%         | 9          |
| EAJ-PNV | Eusko Alderdi Jeltzalea - Partido Nacionalista Vasco | 455   | 12,68%         | 2          |
| PSE-EE  | Partido Socialista de Euskadi - Euskadiko Ezkerra    | 415   | 11,56%         | 1          |
| EA      | Eusko Alkartasuna                                    | 310   | 8,64%          | 1          |
| EH      | Euskal Herritarrok                                   | 194   | 5,41%          | -          |
| PP      | Partido Popular                                      | 132   | 3,68%          | -          |

### Elecciones Municipales 1991
Población: 6.776 
 Mesas: 7 
 Censo: 4.637 
 Votantes: 3.099 
 Abstención: 1.538 
 Válidos: 3.060 
 Nulos: 39 
 Blancos: 18
| Siglas   | Partido(s)                                           | Votos | Porcentaje (%) | Concejales |
| -------- | ---------------------------------------------------- | ----- | -------------- | ---------- |
| LVP      | La Voz del Pueblo                                    | 1.155 | 37,75%         | 6          |
| PSE-PSOE | Partido Socialista de Euskadi                        | 686   | 22,42%         | 3          |
| EA       | Eusko Alkartasuna                                    | 394   | 12,88%         | 2          |
| EAJ-PNV  | Eusko Alderdi Jeltzalea - Partido Nacionalista Vasco | 374   | 12,22%         | 1          |
| HB       | Herri Batasuna                                       | 268   | 8,76%          | 1          |
| EE       | Euskadiko Ezkerra                                    | 74    | 2,55%          | -          |
| PP       | Partido Popular                                      | 71    | 2,32%          | -          |
| CDS      | Centro Democrático y Social                          | 16    | 0,52%          | -          |

### Elecciones Municipales 1987
Población: 6.431 
 Mesas: 7 
 Censo: 4.443 
 Votantes: 3.126 
 Abstención: 1.317 
 Válidos: 3.077 
 Nulos: 49 
 Blancos: 26
| Siglas   | Partido(s)                                           | Votos | Porcentaje (%) | Concejales |
| -------- | ---------------------------------------------------- | ----- | -------------- | ---------- |
| PSE-PSOE | Partido Socialista de Euskadi                        | 1.260 | 40,95%         | 6          |
| EA       | Eusko Alkartasuna                                    | 434   | 14,10%         | 2          |
| AIAB     | Agrupación Electores Alternat Independiente          | 427   | 13,88%         | 2          |
| EAJ-PNV  | Eusko Alderdi Jeltzalea - Partido Nacionalista Vasco | 393   | 12,77%         | 2          |
| HB       | Herri Batasuna                                       | 342   | 11,11%         | 1          |
| EE       | Euskadiko Ezkerra                                    | 101   | 3,22%          | -          |
| PP       | Partido Popular                                      | 94    | 3,05%          | -          |